# Resident Evil: Afterlife
Resident Evil: Afterlife è un film del 2010 diretto, scritto e prodotto da Paul W. S. Anderson e con protagonista Milla Jovovich.
È il quarto film della saga cinematografica Resident Evil, ispirata alla serie di videogiochi survival horror omonima prodotta dalla Capcom. È il primo film della saga ad essere girato in 3D.

## Trama
Un anno dopo i fatti di Resident Evil: Extinction, Tokyo (Giappone). Albert Wesker, attaccato dai cloni di Alice nel quartier generale sotterraneo della Umbrella Corporation, parte col suo convertiplano attivando l'autodistruzione della base e uccidendo sia i cloni che il resto dei dirigenti ma, mentre è ancora in volo, la vera Alice gli appare alle spalle per ucciderlo però l'uomo che, si era accorto di lei, le inietta l'antivirus facendola tornare a essere un normale essere umano per poi fuggire e lasciare che lei si schianti col jet.
Sei mesi dopo, Alaska. Alice, che è sopravvissuta ma è ormai completamente umana, arriva ad Arcadia e qui viene attaccata da una Claire Redfield manipolata da un congegno a forma di ragno che ha sul petto così Alice le stacca il dispositivo e così le due partono insieme. 
Tempo dopo, Los Angeles (California). Alice e Claire incontrano un piccolo gruppo di sopravvissuti capitanati da Luther West e coi quali si rifugiano in un carcere di massima sicurezza circondato da migliaia di non morti dove è recluso Chris Redfield, il fratello di Claire. Scoperto da un membro del gruppo, il produttore cinematografico Bennett Sinclair, che Arcadia non è una città ma una nave ancorata al largo di L.A., il gruppo decide di lasciare il carcere con l'aiuto di Chris ma vengono attaccati da Axeman (un gigantesco zombie armato di ascia). All'attacco sopravvivono solo Alice, Luther e i fratelli Redfield ma, poco prima di riuscire ad uscire, Luther viene aggredito da un non morto e trascinato nelle profondità della terra.
Arcadia. Alice, Claire e Chris raggiungono la nave e, ben presto, capiscono di esser caduti in trappola: la nave è un centro di ricerca della Umbrella in cui si svolgono esperimenti scientifici sugli ignari sopravvissuti che la raggiungono. Qui, Albert Wesker rivela ad Alice di essersi infettato con lo stadio finale del virus T - lo stesso che rese Alice superumana - ma che in lui è instabile e così, per controllarlo, deve nutrendosi di DNA umano. In seguito mentre Wesker affronta e imprigiona Claire e Chris, finendo però poi ucciso, ed Alice viene attaccata da due cani infetti, un redivivo Wesker fugge su un mezzo a cui però Alice aveva applicato una bomba, che esplode. Mentre a Los Angeles, Luther West, che è scampato agli zombi, esce dal carcere, sull'Arcadia Alice, Claire e Chris avvistano uno stormo di aerei della Umbrella con al comando Jill Valentine  soggiogata dallo stesso dispositivo che aveva soggiogato Claire.

## Personaggi

### Personaggi principali
- Alice: protagonista della saga. È una ex agente di sicurezza della Umbrella Corporation affidata al controllo della Villa che, dopo i fatti dell'Alveare, viene sottoposta a esperimenti col virus T dal dott. Alexander Isaacs al Raccoon City Hospital e poi alla Umbrella Medical Research Facility che le fa sviluppare forza e abilità sovrumane. È così che Alice aiuta Jill e Carlo a salvare Angela e Claire a fuggire in Alaska e poi, con Claire e Chris, sale sull'Arcadia di Albert Wesker. È interpretata da Milla Jovovich.
- Claire Redfield: ex capo di un convoglio di superstiti alla ricerca di terre immuni dalla contaminazione che incontra Alice e accetta la sua proposta di andare in Alaska. Ritrovata Alice la segue sull'Arcadia che, però, è una trappola della Umbrella. È interpretata da Ali Larter.
- Chris Redfield: fratello di Claire. Ex tiratore speciale della squadra speciale S.T.A.R.S. (Special Tactics And Rescue Service). Dopo essersi ribellato alla Umbrella a causa della fuga del virus T dall'Alveare, è stato incarcerato. È interpretato da Wentworth Miller.
- Albert Wesker: presidente della Umbrella che somministra ad Alice l'antivirus e poi si auto somministra la fase finale del virus T - lo stesso che rese Alice superumana - ma che, in lui, è instabile. È interpretato da Jason O'Mara.
- Luther West: ex campione di basket; capo dei superstiti riunitisi nella prigione di Los Angeles circondata di zombi. È interpretato da Boris Kodjoe.
- Jill Valentine: ex agente del Raccoon Police Department che ha combattuto con Alice contro gli zombi e, accusata di terrorismo dalla Umbrella, partecipa all'evasione di Alice. È stata catturata e manipolata dalla Umbrella. È interpretata da Sienna Guillory.

### Altri
- Bennett Sinclair e Angel Ortiz, Crystal Waters e Kim Yong: superstiti riunitisi nella prigione di Los Angeles circondata di zombi. Sono interpretati rispettivamente da Kim Coates, Sergio Peris-Mencheta, Kacey Barnfield e Norman Yeung.

### Creature
- Axeman: è un gigantesco zombi armato di un'ascia gigante; ha aghi e chiodi conficcati nella pelle e indossa un cappuccio sulla testa.
- Zombi: umani infettati dal virus T sfuggito dall'Alveare e tornati in vita come zombi affamati di carne umana.
- Cani zombi: doberman uccisi e poi rianimati dal virus T. Grazie a una mutazione, possono aprire in due parti la testa per usare una dentatura affilata interna alla loro carne.

## Produzione, promozione e distribuzione
Nel 2006 i produttori annunciarono Resident Evil: Afterlife come potenziale quarto film della saga. Le riprese sono durate dal 29 settembre ai primi di dicembre del 2009 con un budget di 60 000 000 di dollari.
Il primo trailer in versione 3D fu mostrato all'edizione 2010 del WonderCon a Metreon (San Francisco) il 2 aprile, a un numero limitato di spettatori, seguito da una versione tradizionale il giorno dopo. Paul W.S. Anderson presentò e diede voce narrante a un suo trailer del film presentato al WonderCon il 4 aprile. Un altro filmato promozionale fu invece pubblicato in rete il 3 aprile 2010 da MySpace nel Film Trailer Park. Il trailer sarà allegato alle copie di Nightmare in uscita nei cinema il 30 aprile 2010.
Nell'agosto 2009 fu annunciato che il film sarebbe stato distribuito il 27 agosto 2010, ma in dicembre la data fu posticipata al 14 gennaio del 2011 e, infine, nel gennaio 2010 la data fu nuovamente cambiata, in maniera definitiva, con l'uscita americana posta al 10 settembre 2010. In Italia il film sarebbe dovuto uscire inizialmente il 17 settembre dello stesso anno, ma la Sony Pictures Italia lo fece slittare al primo ottobre; in seguito la data venne anticipata al 10 settembre 2010, in contemporanea con l'uscita statunitense.

## Accoglienza

### Incassi
Il film ha incassato in tutto il mondo 300 200 000 di dollari superando tutti i film precedenti.

### Critica
Il sito Rotten Tomatoes dà al film un punteggio del 23% in base alle recensioni 95 critici, con una media voto di 4,1 su 10, Metacritic assegna un punteggio medio di 37 sulla base di 14 recensioni e CinemaScore ha riferito che i cinefili media di grado ha dato il film è stato un "B-" su una scala da A + a F.

## Differenze coi videogame
- Nelle docce del penitenziario Alice e Claire Redfield si trovano ad affrontare l'Axeman che è un Majini boia, creatura tratta dal videogioco Resident Evil 5 ambientato in Africa, che inspiegabilmente si trova a Los Angeles.
- I due cani infetti di Wesker sono degli Adjule, anch'essi tratti dal quinto capitolo.
- Si presume che il parassita "Las Plagas", aggiunto nel videogioco Resident Evil 4, nella versione cinematografica non sia altro che un'evoluzione del virus T.
- Nel film la rivalità tra Albert Wesker e Chris Redfield è simile al videogioco, ma nel film non viene spiegato il motivo e ciò crea una sorta di incongruenza in quanto, nei film, i due non si sono mai incontrati prima.